# Норфлет (Арканзас)
Норфлет (англ. Norphlet) — місто (англ. city) в США, в окрузі Юніон штату Арканзас. Населення — 766 осіб (2020).

## Географія
Норфлет розташований на висоті 55 метрів над рівнем моря за координатами 33°19′12″ пн. ш. 92°39′44″ зх. д. / 33.32000° пн. ш. 92.66222° зх. д. (33.320043, -92.662163).  За даними Бюро перепису населення США в 2010 році місто мало площу 5,39 км², уся площа — суходіл.

## Демографія
Згідно з переписом 2010 року, у місті мешкали 844 особи в 320 домогосподарствах у складі 236 родин. Густота населення становила 156 осіб/км².  Було 354 помешкання (66/км²). 
Расовий склад населення:
| - 93,5 % — білих - 4,0 % — чорних або афроамериканців - 0,2 % — корінних американців |

До двох чи більше рас належало 2,0 %. Іспаномовні складали 2,7 % від усіх жителів.
За віковим діапазоном населення розподілялося таким чином: 25,0 % — особи молодші 18 років, 61,1 % — особи у віці 18—64 років, 13,9 % — особи у віці 65 років та старші. Медіана віку мешканця становила 39,0 року. На 100 осіб жіночої статі у місті припадало 98,6 чоловіків;  на 100 жінок у віці від 18 років та старших — 97,2 чоловіків також старших 18 років.
Середній дохід на одне домашнє господарство  становив 51 857 доларів США (медіана — 35 469), а середній дохід на одну сім'ю — 61 659 доларів (медіана — 45 000). Медіана доходів становила 60 000 доларів для чоловіків та 40 893 долари для жінок. За межею бідності перебувало 20,1 % осіб, у тому числі 23,3 % дітей у віці до 18 років та 20,5 % осіб у віці 65 років та старших.
Цивільне працевлаштоване населення становило 297 осіб. Основні галузі зайнятості: освіта, охорона здоров'я та соціальна допомога — 18,9 %, науковці, спеціалісти, менеджери — 15,5 %, виробництво — 14,5 %.
За даними перепису населення 2000 року в Норфлеті проживало 822 особи, 236 сімей, налічувалося 311 домашніх господарств і 321 житловий будинок. Середня густота населення становила близько 153,3 осіб на один квадратний кілометр. Расовий склад Норфлета за даними перепису розподілився таким чином: 94,77 % білих, 3,16 % — чорних або афроамериканців, 0,36 % — корінних американців, 0,61 % — представників змішаних рас, 1,09 % — інших народів. Іспаномовні склали 2,19 % від усіх жителів міста.
З 311 домашніх господарств в 38,6 % — виховували дітей віком до 18 років, 63,7 % представляли собою подружні пари, які спільно проживали, в 9,6 % сімей жінки проживали без чоловіків, 24,1 % не мали сімей. 22,2 % від загального числа сімей на момент перепису жили самостійно, при цьому 11,6 % склали самотні літні люди у віці 65 років та старше. Середній розмір домашнього господарства склав 2,64 особи, а середній розмір родини — 3,11 особ.
Населення міста за віковим діапазоном за даними перепису 2000 року розподілилося таким чином: 28,7 % — жителі молодше 18 років, 7,4 % — між 18 і 24 роками, 28,7 % — від 25 до 44 років, 21,9 % — від 45 до 64 років і 13,3 % — у віці 65 років та старше. Середній вік мешканця склав 36 років. На кожні 100 жінок в Норфлеті припадало 89 чоловіків, у віці від 18 років та старше — 86 чоловіків також старше 18 років.
Середній дохід на одне домашнє господарство в місті склав 39 063 долара США, а середній дохід на одну сім'ю — 45 500 доларів. При цьому чоловіки мали середній дохід в 38 214 доларів США на рік проти 23 864 долара середньорічного доходу у жінок. Дохід на душу населення в місті склав 15 754 долари на рік. 7,5 % від усього числа сімей в окрузі і 10,1 % від усієї чисельності населення перебувало на момент перепису населення за межею бідності, при цьому 12,7 % з них були молодші 18 років і 4,2 % — у віці 65 років та старше.